# Nicky Shorey
Nicholas "Nicky" Shorey, född 19 februari 1981 i Romford i Greater London, är en engelsk före detta professionell fotbollsspelare (vänsterback). Under karriären spelade han två landskamper för engelska landslaget och spelade fler än 250 ligamatcher för Reading mellan 2001 och 2008. Shorey avslutade proffskarriären 2016.
Shorey spelade mellan 2010 och 2012 i Premier League-klubben West Bromwich Albion. Efter sina insatser i klubblaget fick han under ledning av Steve McClaren prova på att spela i det engelska landslaget. Han debuterade i träningsmatchen mot Tyskland  i slutet av augusti 2007.